# Mashonaland Central
Mashonaland Central este o provincie (diviziune de gradul I) în partea de  nord a statului Zimbabwe. Reședința este orașul Bindura.

## Districte
Provincia are un număr de 7 districte:
- Bindura
- Centenary
- Guruve
- Mt Darwin
- Rushinga
- Shanva
- Mazowe